# Calhoun City
Calhoun City is een plaats (town) in de Amerikaanse staat Mississippi, en valt bestuurlijk gezien onder Calhoun County.

## Demografie
Bij de volkstelling in 2000 werd het aantal inwoners vastgesteld op 1872.
In 2006 is het aantal inwoners door het United States Census Bureau geschat op 1807, een daling van 65 (-3,5%).

## Geografie
Volgens het United States Census Bureau beslaat de plaats een oppervlakte van
6,2 km², waarvan 6,1 km² land en 0,1 km² water. Calhoun City ligt op ongeveer 89 m boven zeeniveau.

## Plaatsen in de nabije omgeving
De onderstaande figuur toont nabijgelegen plaatsen in een straal van 16 km rond Calhoun City.